# Опалубка

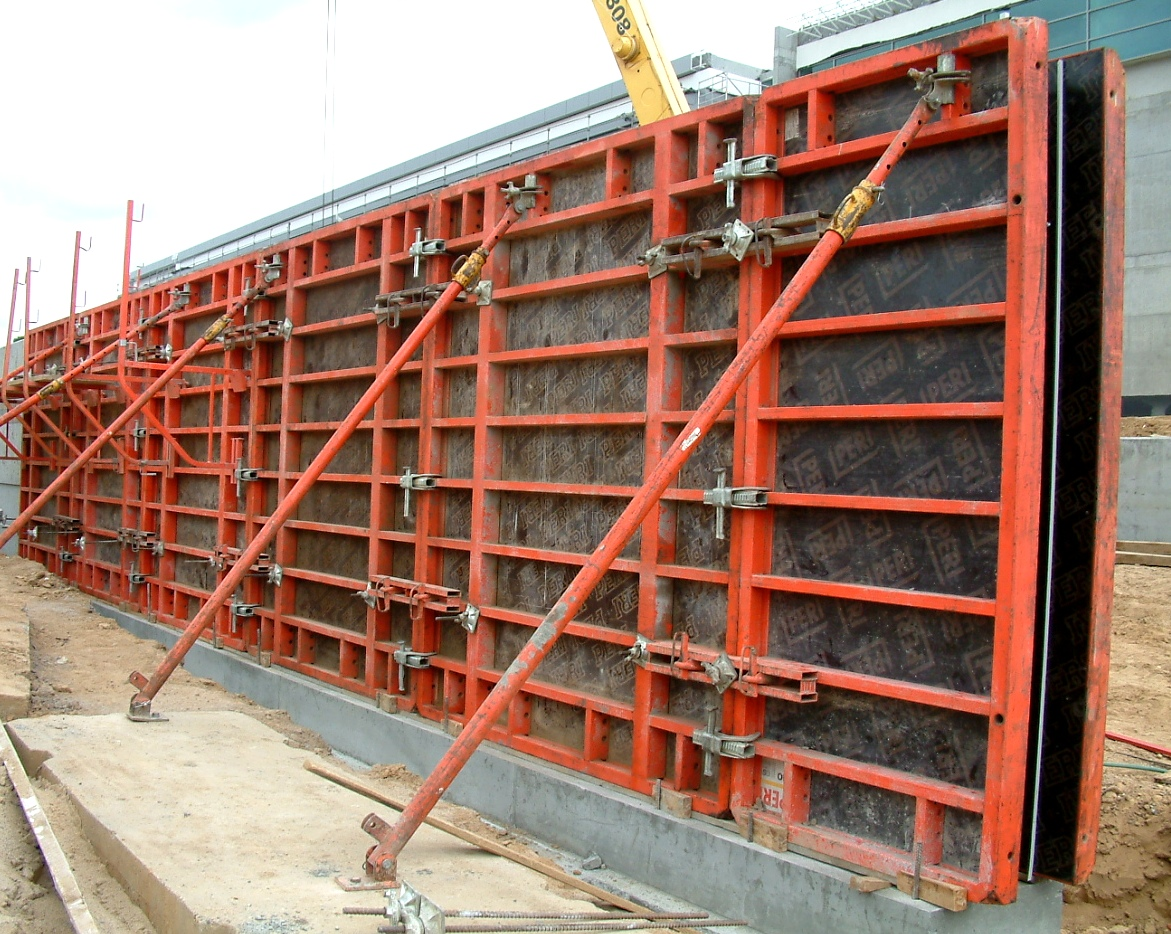
Опалубка

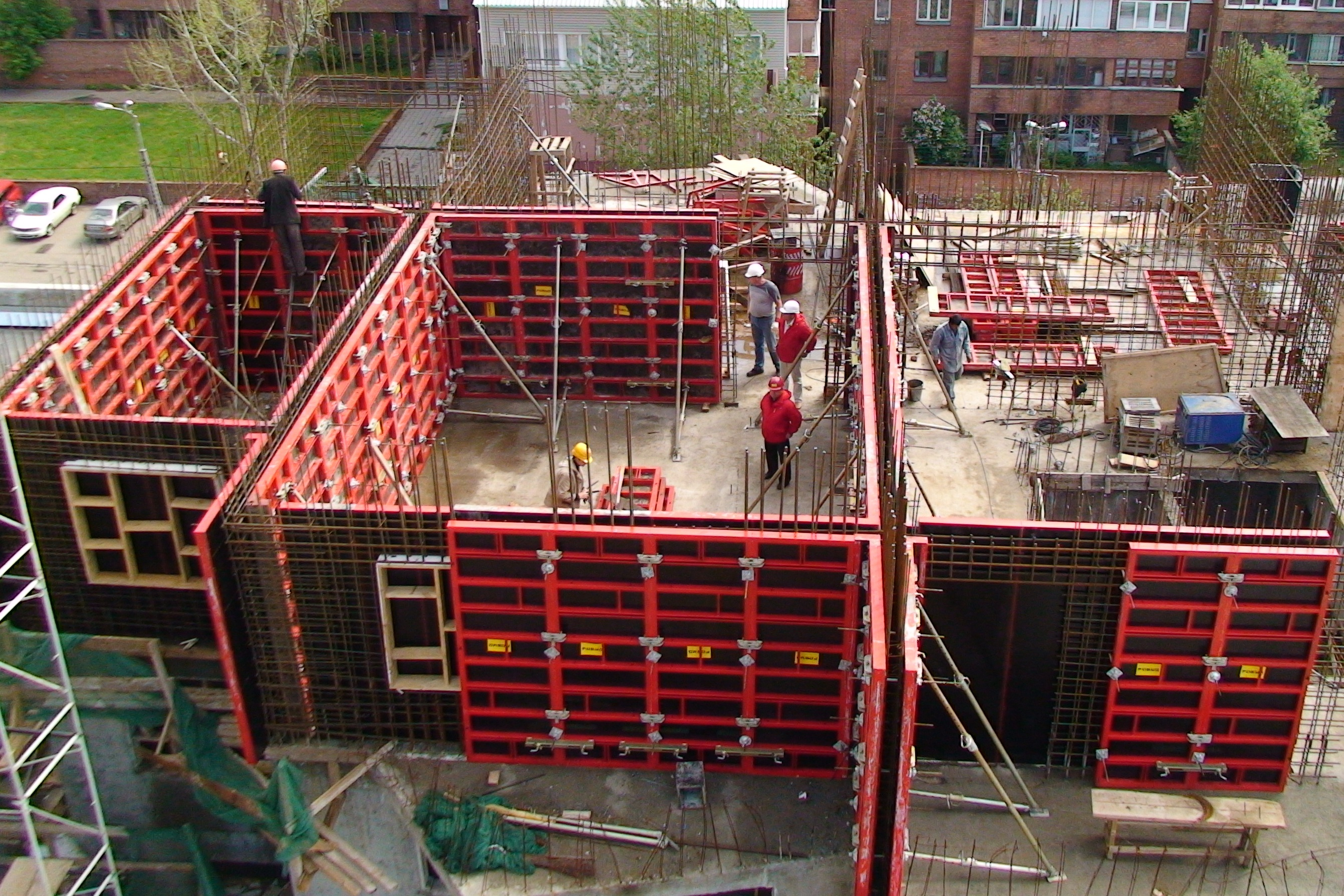
Універсальна модульна опалубка для стін та колон

Опалубка — тимчасова конструкція, яка використовується при зведенні бетонних та залізобетонних конструкцій (стін, мурів, фундаменту) будівель або споруд будь-якого — житлового, промислового призначення тощо або при відливанні архітектурних деталей. Служить формою для заливання будівельного розчину, найчастіше бетонною сумішшю з попередньо закладеною сталевою арматурою. При зведенні монолітних конструкцій опалубка монтується безпосередньо на місці виконання робіт. Збірні конструкції виготовляються в опалубках на заводах залізобетонних виробів. Зазвичай після досягнення матеріалом принаймні 70 % проектної міцності опалубка (окрім незнімної) демонтується та розбирається.

## Історія

Схема горизонтальної опалубки

Вперше опалубку почали використовувати ще у Стародавньому Римі. Вона виготовлялася з підручних засобів, переважно — з дерев'яних дощок. Замість бетону тоді використовували суміш вапняного розчину та дрібного піску. Така опалубка застосовувалась навіть для будівництва споруд із каменю.
Як вертикальну опалубку спочатку використовувались дерев'яні щити, але вони були ненадійними, та їм на зміну прийшли рамні каркаси з металу (алюміній, сталь) та пластику.
Проте з часом стало зрозуміло, що у процесі будівництва (особливо це стосується висотних споруд) першочергову роль відіграє надійність та довговічність опалубки. Алюміній, пластик і тим більше — дерево даним вимогам відповідають не завжди. Тому все частіше віддається перевага рамній опалубці з високоякісної сталі.

## Типи опалубки

### За призначенням
- Вертикальна опалубка — використовується для бетонування вертикальних та похило-вертикальних монолітних конструкцій (стін, колон, фундаментів, ліфтових шахт та ін.).
- Горизонтальна опалубка — для бетонування горизонтальних, горизонтально-похилих та сферичних монолітних конструкцій, у тому числі: перекриттів, куполів, естакад, прогонів мостів та ін.

### За конструкцією
- Розбірна — окремі формоутворюючі, підтримуючі, з'єднувальні елементи, з яких можна складати різні варіації опалубних конструкцій.

Сюди належать такі опалубні системи:
- Дрібнощитова рамна опалубка — складається із малогабаритних каркасних щитів, масою до 50 кг; монтується вручну; її використовують переважно на дрібних об'єктах.
- Великощитова рамна опалубка — складається із великогабаритних каркасних щитів, масою понад 50 кг; її монтаж відбувається зазвичай за допомогою підйомного крану.
- Модульна рамна опалубка — складається з дрібно- та великогабаритних каркасних щитів із фіксованими розмірами, що кратні певному модулю; сукупність таких щитів складає модульний ряд, який дає можливість вирішувати практично будь-які архітектурні задачі.

- Блочна опалубка — окремі просторові блоки для формування замкненого внутрішнього / зовнішнього контуру монолітних споруд (приміщень, колон тощо).
- Об'ємно-переставна — для одночасного бетонування стін та перекриття використовують опалубні секції, які під час встановлення у робоче положення утворюють у поперечному перетині конструкції П-подібної та Г-подібної форми.
- Ковзаюча опалубка — для будівництва мостів, тунелів та є опалубною конструкцією, яка безперервно переміщується по вертикалі / горизонталі, під час бетонування, за допомогою домкратів або інших механізмів для переміщення.
- Підйомно-переставна опалубка — це система, яка працює за принципом відокремлення щитів від поверхні, що бетонується, шляхом підйому із наступним спиранням на конструкції споруди.
- Незнімна опалубка — у деяких випадках, коли опалубка після бетонування стає невід'ємною частиною готової будівлі і навіть може слугувати додатковою гідроізоляцією, декоративним оздобленням тощо.

### За матеріалами
- Сталева — у якій елементи-носії та формоутворюючі елементи виготовлені зі сталі (оцинкованої або гальванізованої, із порошковим покриттям). Є найміцнішою, найнадійнішою та найдовговічнішою опалубкою. Оптимальним варіантом для виробництва щитів є використання спеціальної сталі із легуючими добавками, границя плинності та міцність якої у декілька разів перевищує показники звичайної сталі «Ст3». Спеціальне покриття захищає сталь від корозії та забезпечує швидке очищення опалубки у процесі експлуатації.
- Алюмінієва — елементи-носії та формоутворюючі елементи якої виготовлені з алюмінієвих сплавів. Є полегшеним, але значно менш міцним варіантом. Така опалубка швидко втрачає вихідну геометрію, утворюються зминання профілю; вона практично не підлягає ремонту без спеціального обладнання.

Для дрібних, разових проектів, де немає потреби у високій несній здатності та точності щитів, часто використовують опалубку із пластиковими або дерев'яними каркасами.
- Комбінована опалубка — елементи-носії та формоутворюючі елементи якої виготовлені з комбінації різних матеріалів.
- Паперова опалубка для колон — виготовлена з паперу методом багатошарового навивання на спеціальну полімерину основу. Внутрішня поверхня спеціальним чином оброблена задля забезпечення антиадгезійних властивостей паперу (унеможливлення прилипання бетону).
- Пластмасова дрібнощитова опалубка — призначена для зведення монолітних бетонних та залізобетонних конструкцій різноманітних конфігурацій та призначення. Основним елементом такої опалубки є щити розміром 600×300 мм, які з'єднуються між собою за допомогою ключів-ригелів. Щити виготовлено з ударо- та морозостійкого матеріалу — поліпропілену. Така опалубка є універсальною для формування стінових поверхонь, фундаментів, колон, а також перекриттів.

### За оборотністю
Залежно від довговічності та призначення, опалубка може бути разового застосування (незнімна або призначена для унікальної конструкції, сюди ж належить паперова опалубка) та інвентарна (модульна) — для багаторазового використання на об'єктах різної складності.